# Политический кризис в Кот-д’Ивуаре (2010—2011)
Политический кризис в Кот-д’Ивуаре (фр. La crise politique en Côte d'Ivoire) — острый политический кризис, разразившийся в Кот-д’Ивуаре после второго тура президентских выборов 28 ноября 2010 года и выразившийся в уличных столкновениях между сторонниками действующего президента Лорана Гбагбо из партии Ивуарийский народный фронт и его противниками из Объединения республиканцев, чьим кандидатом был Алассан Уаттара, которого поддержали украинско-французские миротворческие силы и французская армия. За время беспорядков погибло более 1000 человек. Это были первые выборы в стране за 10 лет. События 2010—2011 годов в Кот-д'Ивуаре также именуются Второй Ивуарийской войной (фр. Seconde guerre Ivoirienne).

## Причины конфликта
Политический кризис в Кот-д’Ивуаре является следствием межэтнический розни между бете (Bété), представляющими этническое меньшинство в стране, и группой дьюла (Dioula), входящей в народность манде, которая представляет второй по размеру этнический кластер в стране. Большинство представителей бете исповедуют христианство, а дьюла — ислам. Тем не менее, причиной конфликта является не столько религиозный, сколько племенной фактор, усиленный экономическим неравенством. Южная часть страны, населенная народами бете и бауле, является мировым центром выращивания какао-бобов, а дьюла, занимающие северные районы страны, в колониальный и постколониальный периоды были дистанцированы от власти и лишены доступа к финансовым потокам от экспорта какао-бобов.
В 2000 году президентом Кот-д’Ивуара стал Лоран Гбагбо — выходец с юга страны. 19 сентября 2002 г. вследствие восстания солдат, уволенных из армии по подозрению в нелояльности властям, в стране началась гражданская война. Дьюла перешли на сторону повстанцев севера, в начале партии MPCI (Патриотическое движение Кот-д’Ивуара), а затем ForcesNouvelles (Новой Силы). Повстанцы объединили несколько племен, включая малинке, сенуфо, лоби. К 2007 году повстанцы взяли под контроль около 60 % территории страны, и сохранили его вплоть до 2011 года.

## Ход событий

### Результаты выборов
Окончательные результаты первого тура были объявлены с опозданием. Сообщалось, что во второй тур вышли Лоран Гбагбо и Алассан Уаттара, в то время как Анри Конан Бедье стал третьим с результатом около 25 % голосов, хотя первоначально он лидировал с результатом около 42 %. По более поздним сообщениям, Гбагбо и Уаттара набрали около 38 % и 33 % соответственно.
Центризбирком страны не смог подсчитать итоги второго тура выборов к крайнему сроку — 2 декабря 2010 года. Позднее в тот же день, однако, Центризбирком объявил, что Алассан Уаттара стал победителем выборов. После объявления результатов выборов в стране начались беспорядки, были закрыты границы, а вещание иностранных спутниковых телеканалов было прекращено. 4 декабря 2010 года Конституционный совет Кот-д’Ивуара отменил результаты голосования и объявил действующего президента Лорана Гбагбо победителем второго тура выборов.

### Информационное прикрытие
Сторонник Уаттары, бывший полевой командир и бывший премьер-министр страны Гийом Соро заявил 23 декабря 2010 года, что нанятые Гбагбо либерийские наёмники ведут кампанию террора по отношению к мирному населению и призвал международное сообщество свергнуть диктатора.

### Новая гражданская война
30 марта 2011 года отряды Уаттары без боя взяли под свой контроль столицу страны Ямусукро, а 31 марта они вошли в портовый город Сан-Педро, через который осуществляется экспорт какао-бобов.
Ещё до этого силы Уаттары вошли в экономическую столицу страны Абиджан. 31 марта там в уличных боях применялось тяжёлое вооружение. Международный комитет Красного Креста предупредил, что мегаполису, где живут сотни тысяч мирных жителей, грозит гуманитарная катастрофа. Африканский суд по правам человека призвал Гбагбо безотлагательно прекратить сопротивление.
1 апреля 2011 года французские военные по приказу Николя Саркози высадились на южной окраине Абиджана, для защиты французских граждан. 1 апреля миротворцы ООН захватили аэропорт в Абиджане, ранее контролировавшийся сторонниками Гбагбо. Французский корпус получил наименование миссия «Ликорн» и насчитывает 1650 солдат и офицеров. Представители Гбагбо резко отреагировали на захват аэропорта:

Мы расцениваем, что эти силы действуют как оккупационная армия, поскольку мандат ООН не дает разрешения занимать аэропорт суверенного государства
В ночь на 5 апреля силы миротворческого контингента ООН и контингента войск Франции нанесли авиаудары по президентскому дворцу и ряду стратегических объектов сил Гбагбо. Два вертолета Ми-24, входящие в состав украинского миротворческого контингента в Кот-д’Ивуаре, обстреляли из пушек военную технику и склад с оружием сил Гбагбо в Абиджане, выполняя задачу, поставленную командованием миротворческих сил ООН..
9 апреля 2011 года силы, подчинённые Лорану Гбагбо перешли в наступление: заняли стратегически важные кварталы Абиджана и приблизились к штаб-квартире признанного международным сообществом президента страны Алассана Уаттары.
Представители Уаттары обратились к миротворцам ООН и расположенному в стране французскому контингенту с просьбой «нейтрализовать отряды» Гбагбо.
11 апреля 2011 года французские миротворцы вновь обстреляли ракетами с вертолетов «Единорог» резиденцию президента Гбагбо. После атаки с воздуха французский спецназ предпринял наступление на резиденцию Гбагбо. Для подавления сопротивления лояльных президенту сил были выдвинуты 30 единиц бронетехники. В результате предпринятой атаки президент Лоран Гбагбо был захвачен в плен и передан сторонникам Алассана Уаттары. Согласно сведениям специального советника Гбагбо Бернара Удэна французский спецназ проник в президентский бункер через тоннель, соединяющий резиденцию Гбагбо с расположенной по соседству резиденцией французского посла.

## Жертвы
С ноября 2010 г. по состоянию на 31 марта 2011 г. конфликт унёс более 1000 человеческих жизней, около миллиона были вынуждены покинуть свои дома, свыше 150 тысяч перешли границу c соседней Либерией.

## Обвинения

### Преступления против человечности
30 ноября 2011 года бывший президент страны Лоран Гбагбо и его помощник Шарль Бле Гуде предстали перед Международным уголовным судом. Им предъявляются обвинения в преступлениях против человечества, совершённые в ходе вооружённого конфликта. 28 февраля 2016 года начались слушания по делу. Наблюдатели отмечают, что Гбагбо стал первым бывшим главой государства, который лично предстал перед судом в Гааге. 15 января 2019 года Гбагбо был оправдан Международным уголовным судом.

### Участие миротворцев в боевых действиях
5 апреля 2011 г. российский министр иностранных дел Сергей Лавров заявил, что Россия хочет получить объяснения, почему миротворцы ООН в Кот д’Ивуаре вступили в боевые действия в этой стране. Как заявил дипломат, они пытались разобраться в правовой стороне дела, потому что миротворцы имели мандат, который обязывал их быть нейтральными и беспристрастными.

### Оружейные поставки
В апреле 2012 года Совет безопасности ООН рассмотрел доклад своих экспертов о незаконных поставках оружия в Кот-д’Ивуар. Якобы перед второй гражданской войной 2020—2011 годов войска Гбагбо закупали вооружение и боеприпасы в соседних странах, а также в Румынии и Белоруссии. Среди торговых партнёров по поставкам оружия в докладе указаны белорусская фирма «Белтехэкспорт» Владимира Пефтиева и латвийско-тунисская UAZ-CI.
Госкомвоенпром в лице Владимира Лавренюка опроверг данную информацию. Представитель комитета назвал сообщения о нарушениях эмбарго очередной дезинформацией, которую они рассматривают как элемент преднамеренной деструктивной информационной кампании, направленной на подрыв имиджа республики. Владимир Лавренюк напомнил про прошлогодние события, когда международная организация принесла извинения за ошибочную информацию, касаемую поставок белорусских вертолётов.

#### Вертолётный скандал
27 февраля 2011 года офис генерального секретаря ООН Пан Ги Муна от его имени распространил заявление о поставках Белоруссией трёх вертолётов Ми-24 для армии Гбагбо в обход оружейного эмбарго, введённого в 2004 году. По его данным, первая машина с некими «соответствующими материалами» на борту предположительно была доставлена в Ямусукро самолётом в ночь с 26 на 27 числа. При этом прибытие еще как минимум двух бортов запланировано якобы на 29-го. Он потребовал от миротворческого контингента в Кот-д’Ивуаре «пристально следить за ситуацией и предпринять все необходимые меры в рамках имеющегося мандата, направленные на то, чтобы обеспечить невозможность использования доставленного оборудования».
Информацию о поставках генеральному секретарю предоставила группа экспертов международной организации. Об этом в интервью одному из белорусских информагентств рассказал пресс-секретарь Департамента операций по поддержанию мира – подразделения Секретариата ООН Ник Бирнбэк.
В тот же день пресс-секретарь МИД Белоруссии Андрей Савиных в интервью БелаПАН опроверг это заявление. Официальный представитель Госкомвоенпрома Владимир Лавренюк отметил, что белорусская сторона активно сотрудничает с группой экспертов по Кот-д’Ивуару в рамках выполнения положений соответствующих резолюций Совета безопасности ООН. По его словам информация с обвинениями в нарушениях эмбарго не соответствует действительности и вызывает полное недоумение. Как было заявлено, в Белоруссии создана национальная система экспортного контроля, которая соответствует всем международным требованиям.
С опровержением выступил и официальный представитель администрации Гбагбо Дона Мелло, назвав это «заговором против Кот-д’Ивуара» и «ложью для оправдания атаки на правительство Гбагбо».
Правдивость обвинения подвергли под сомнение политолог Андрей Фёдоров и военный обозреватель Алескандр Алесин.  Последний отметил, что вертолёты, поставленные в страну, достаточно старой сборки, и их продажа в обход оружейного эмбарго могла бы негативно сказаться на более крупных контрактах, которые в таком случае Белоруссия потеряла. По мнению эксперта, данный скандал может быть частью информационной войны, проводимой Западом против правительства Александра Лукашенко.
Первая попытка проверить подозрения члены группы экспертов ООН, включая представителя её миротворческой миссии, предприняли 28 февраля. Они направились в аэропорт столицы Кот-д’Ивуара Ямусукро, однако верные Гбагбо солдаты обстреляли их, и экспертам пришлось ретироваться.
2 марта на брифинге в штаб-квартире ООН в Нью-Йорке заместитель генерального секретаря по операциям по поддержанию мира Ален Леруа принёс извинения Белоруссии за урон имиджу, поскольку выяснилось её непричастность к поставкам.